# Rancenay
Rancenay – miejscowość i gmina we Francji, w regionie Burgundia-Franche-Comté, w departamencie Doubs.
Według danych na rok 2010 gminę zamieszkiwało 306 osób, a gęstość zaludnienia wynosiła 84 osoby/km².